# 加利福尼亞鎮區 (阿肯色州麥迪遜縣)
加利福尼亞鎮區（英語：California Township）是位於美國阿肯色州麥迪遜縣的一個行政鎮區。

## 地方資料
根據2010年美國人口普查的數據，加利福尼亞鎮區的面積為220.20平方千米，當中陸地面積為219.80平方千米，而水域面積為0.40平方千米。當地共有人口1303人，而人口密度為每平方千米5人。